# Uniwersytet w Maceracie
Uniwersytet w Maceracie – jeden z włoskich uniwersytetów, założony w Maceracie w Marche w 1290 roku; w 2004 roku studiowało w nim na 7 wydziałach 13,000 studentów.
Uniwersytet posiada wydziały: dziedzictwa kulturowego, ekonomii, prawa, literatury, filozofii, komunikacji, pedagogiki, nauk politycznych.
Miastami uniwersyteckimi są: Fermo, Jesi, Civitanova Marche oraz Spinetoli.

## Historia
Pierwszy zapis dotyczący wykładów w Maceracie sięga 1290 roku. Był to kurs prawa Giuliosa da Montegranaro. Oficjalne ustanowienie nastąpiło 1 lipca 1540 roku. Bullą papieską Pawła III usankcjonowano istnienie 4 wydziałów: teologii, nauk prawnych, medycyny oraz filozofii.
Wraz z powstaniem zjednoczonego Królestwa Włoch zamknięto wydział teologiczny. Po dwóch latach istniał już tylko wydział prawa. W dwudziestoleciu międzywojennym uniwersytet ponownie zaczął się rozwijać. W 1964 roku otwarto wydziały literaturoznawstwa i filozofii. Pięć lat później istniał już wydział pedagogiczny, w 2001 roku otwarto wydział ekonomiczny.
Wydział prawa jest uważany za jeden z ośmiu najlepszych we Włoszech. W 2008 roku wprowadzono specjalny program stypendialny Scuola di Studi Superiori 'Giacomo Leopardi', pomagający najlepszym studentom w ulepszaniu kwalifikacji.
W uniwersytecie zatrudnionych jest 191 profesorów oraz 234 pracowników technicznych i administracyjnych (2004).

## Lokalizacja

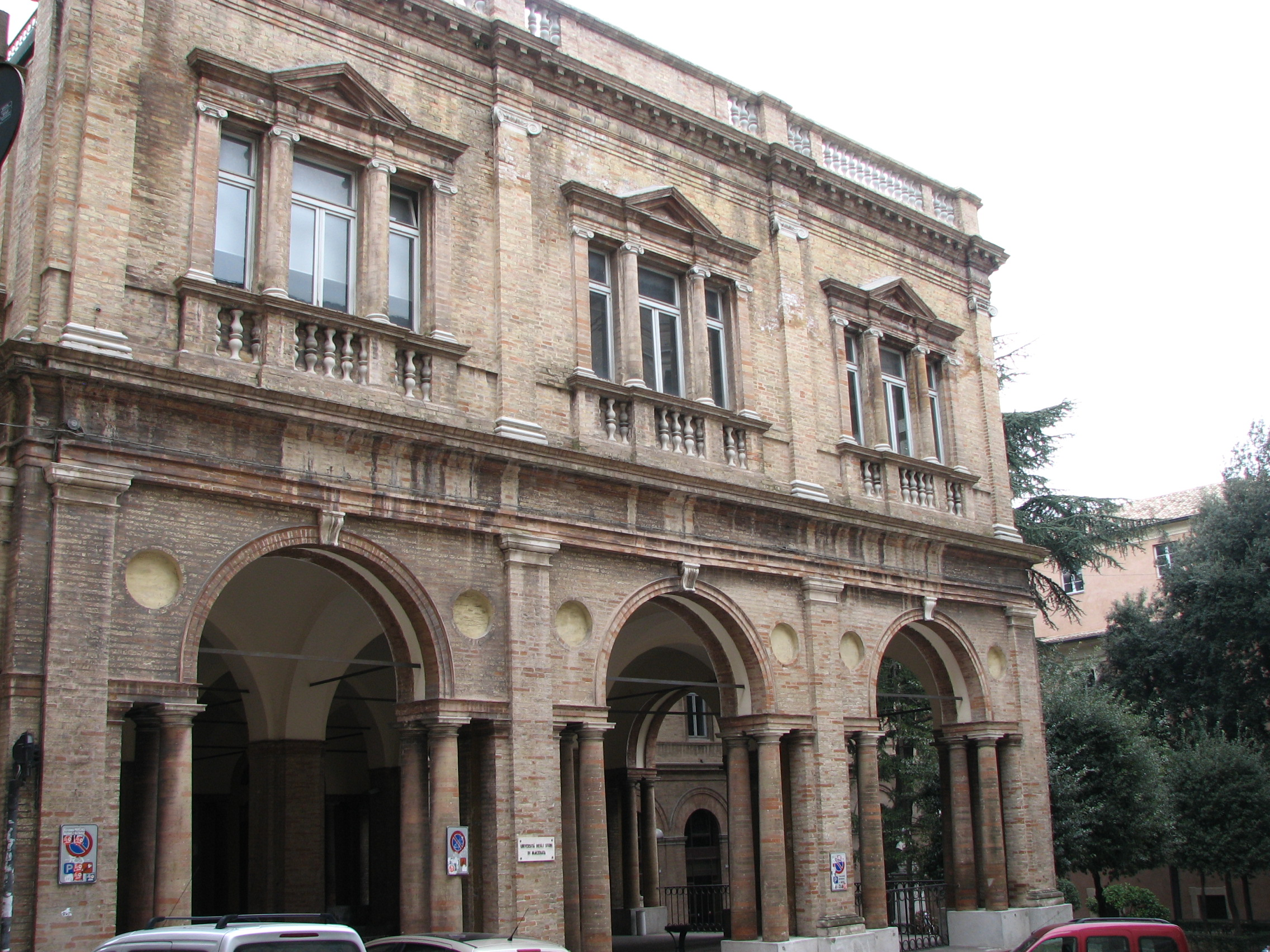
Palazzo dell'Università, siedziba wydziałów uniwersyteckich

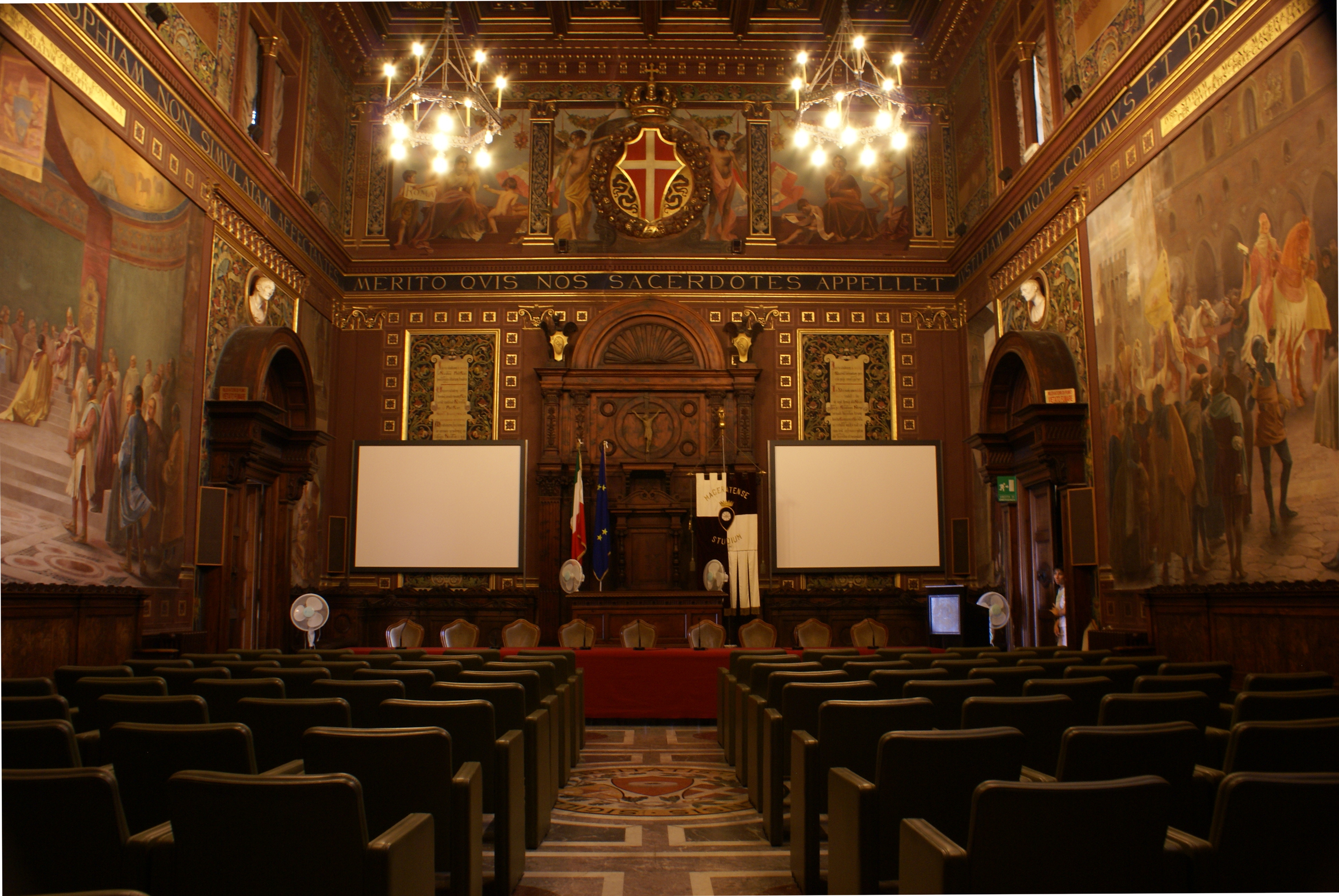
Aula Magna uniwersytetu

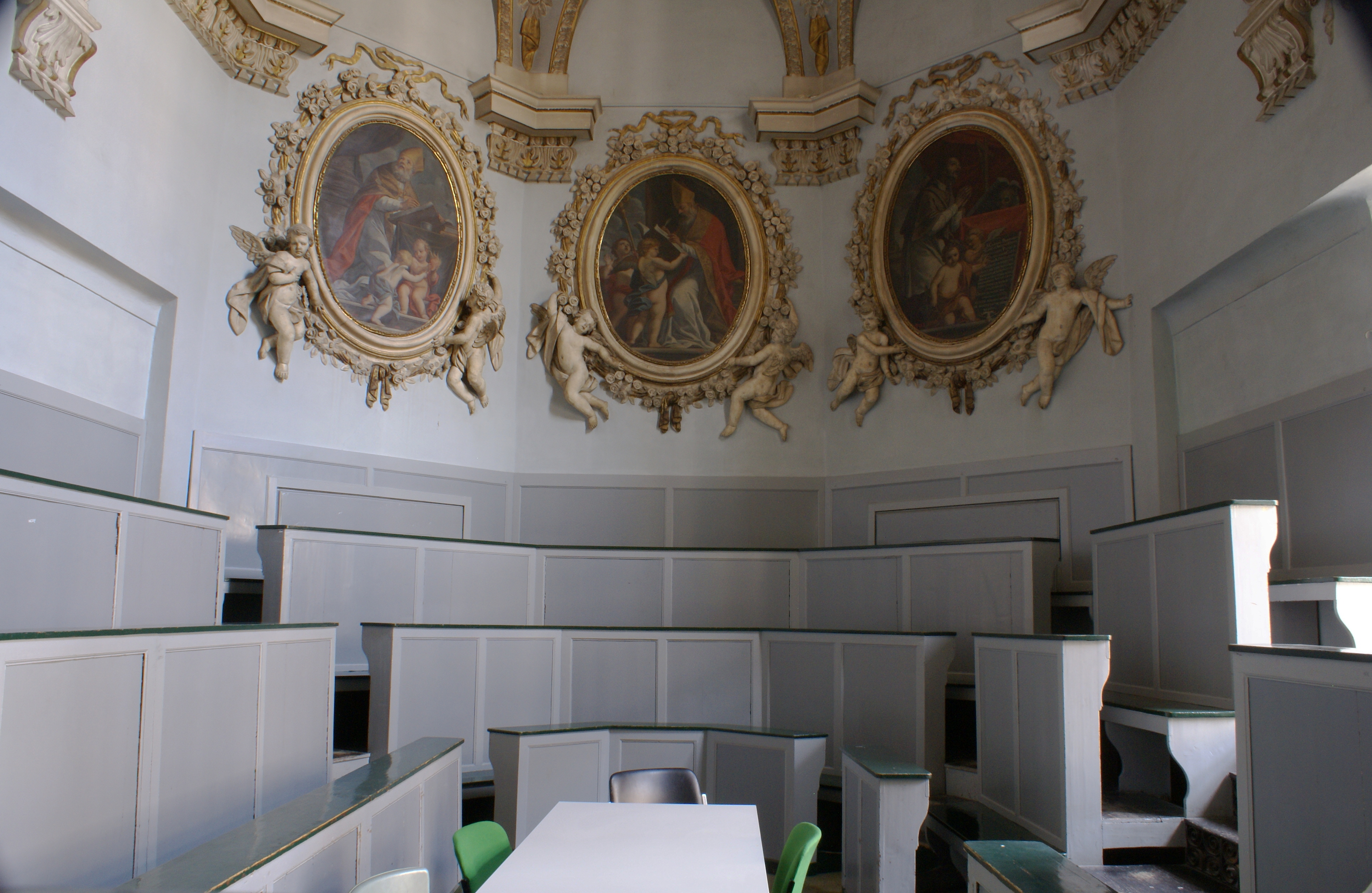
Aula Mortati uniwersytetu

Siedziba rektoratu i administracji znajduje się w Palazzo Conventati z 1504 roku przy Piaggia della Torre nr 8 w Maceracie. Największym audytorium uniwersyteckim jest były kościół św. Pawła przy Piazza della Libertà. W budynku tym odbywają się też wystawy organizowane przez władze uczelniane. Wydział prawa ma swoją siedzibę w Maceracie przy Piaggia dell'Università nr 2 (były klasztor ojców barnabitów, obecnie Palazzo dell'Università). Były Palazzo Compagnoni delle Lune w Maceracie jest siedzibą biblioteki wydziałów ekonomicznego i nauk politycznych (Via Don Minzoni 17). W budynku tym znajdują się też sale wykładowe tych wydziałów. Główna siedziba tych wydziałów znajduje się w budynku byłego seminarium przy Piazza Strambi nr 1. Loggia del grano w Maceracie jest siedzibą instytutu studiów nad zmianami społecznymi, instytucjami prawa i komunikacji. Przy Via Armaroli 9 znajduje się jeden z instytutów badawczych wydziału komunikacji. W byłym Klasztorze św. Klary przy Via Garibaldi 20 mieszczą się: instytut studiów historycznych, instytut prawa karnego, instytut filologii klasycznej i jeden z instytutów wydziału filozofii.
Inne instytuty uniwersytetu mają swoje siedziby w Palazzo Torri (Via Garibaldi 77), Palazzo Ugolini (Corso Cavour 2), Palazzo Ciccolini (Via XX Settembre 5), Palazzo del Mutilato (Piazza Oberdan 4), Palazzo De Vico (Piazza Cesare Battisti 1), w Villa Cola (Via Martiri della Libertà 59) oraz w innych budynakch przy Piazzale Luigi Bertelli, Vicolo Tornabuoni 58, Via Carducci 63, Via Piave 42, Via Crescimbeni 20 oraz przy Via Morbiducci.
W kamienicy Casa Mancinelli w Maceracie ma swoją siedzibę instytut medycyny sądowej.